# Ilex friburgensis
Ilex friburgensis är en järneksväxtart som beskrevs av Ludwig Eduard Loesener. Ilex friburgensis ingår i släktet järnekar, och familjen järneksväxter. Inga underarter finns listade i Catalogue of Life.